# Operclipygus punctistrius
Operclipygus punctistrius  (лат.) — вид жуков-карапузиков из семейства Histeridae (Histerinae, Exosternini). Южная Америка: Боливия. Длина 2,31—2,65 мм, ширина 2,03—2,40 мм. Цвет красновато-коричневый. Тело округлой формы. От близких видов (Operclipygus kerga, Operclipygus planifrons) отличается деталями строения гениталий (формой эдеагуса).
Вид был впервые описан в 2013 году энтомологами Майклом Катерино (Michael S. Caterino) и Алексеем Тищечкиным (Santa Barbara Museum of Natural History, Санта-Барбара, США) и в ходе их ревизии рода Operclipygus включён в его состав и отнесён к видовой группе O. kerga group.
.